# Eurytellina lineata
Eurytellina lineata is een tweekleppigensoort uit de familie van de Tellinidae. De wetenschappelijke naam van de soort is voor het eerst geldig gepubliceerd in 1819 door Turton.